# Gironniera hirta
Gironniera hirta là một loài thực vật có hoa trong họ Cannabaceae. Loài này được Ridl. mô tả khoa học đầu tiên năm 1920.